# Бок-чой

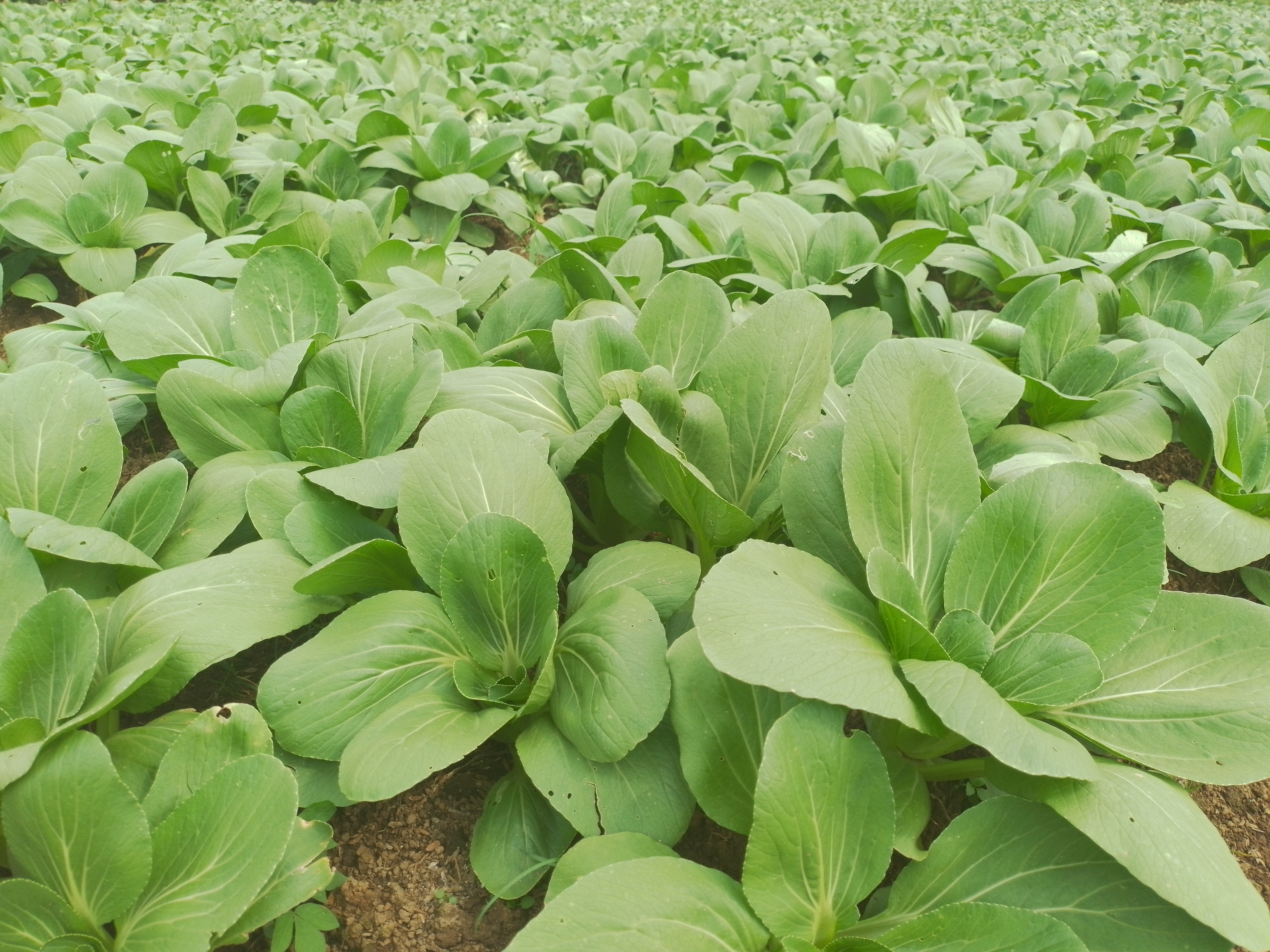
Бок-чой

Бок-чой або Китайська листова капуста (лат. Brassica rapa сорт chinensis, кит.: 小白菜) — сорт китайської капусти. 
У бок-чоя не буває качанів, замість цього навколо центральної бруньки у нього формуються гладке темно-зелене листя на товстих стеблах. Бок-чой популярний в південному Китаї і в країнах Південно-Східної Азії. Останнім часом його активно вирощують та продають в Європі і Північній Америці. Група цих рослин у свій час була класифікована як окремий вид Карлом Ліннеєм під назвою B. chinensis, але надалі вчені прийшли до висновку, що бок-чой — усього лише сорт ріпи.

## Найменування
В англомовних країнах прижилися назви bok choy або pak choi, що в перекладі з кантонського діалекту означає «білий овоч».
У Китаї в основному використовується три терміни: Більшість китайців, що говорять на мандаринському діалекті, використовують назву 油菜, що буквально означає «олійний овоч», — тому що в Китаї з насіння бок-чоя робиться овочева олія. Шанхайці використовують термін 青菜, що означає «синьо-зелений овоч», а кантонійці — 白菜.

## Харчова цінність
Бок-чой є популярним інгредієнтом в китайській, корейській і японській кухнях. Його варять на пару, смажать, додають в супи або маринують.
У бок-чої міститься велика кількість вітаміну А і С. В середньому на 100 грамів припадає 13 кілокалорій, 0,2 г жирів, 1 г дієтичної клітковини, 1,5 г білка, 105 мг кальцію, 0,8 мг заліза, 19 мг магнію і 65 мг натрію.